# Панерати, Лука
Лука Панерати (итал. Luca Panerati; 2 декабря 1989, Гроссето) — итальянский бейсболист, питчер. Выступал в Итальянской бейсбольной лиге в составе «Болоньи» и «Гроссето», с 2008 по 2011 год был игроком фарм-системы клуба Главной лиги бейсбола «Цинциннати Редс». Входил в состав сборной Италии на игры чемпионатов Европы, Кубка мира и Мировой бейсбольной классики.

## Карьера
Лука Панерати родился 2 декабря 1989 года в Гроссето. В бейсбол он начал играть во время учёбы в школе. В 2007 году он провёл три игры на Кубке мира, сделав три страйкаута. В январе 2008 года Панерати подписал контракт с клубом «Цинциннати Редс». Он принял участие в предсезонных сборах команды, после чего вернулся в Италию, где окончил школу и доиграл сезон в составе команды «Монтепаски Гроссето».
Сезон 2009 года Панерати провёл в составе «Биллингс Мустангс» в Лиге пионеров. Он сыграл в стартовом составе четырнадцать матчей, провёл две полных игры, одержал три победы при семи поражениях с пропускаемостью 5,96. В том же году в составе сборной Италии он сыграл на Мировой бейсбольной классике и Кубке мира. В 2011 году Панерати сыграл в семнадцати матчах за «Дейтон Дрэгонз», фарм-клуб «Редс» уровня A-лиги. Он провёл на поле 34 2/3 иннинга, сделав 25 страйкаутов. После окончания сезона «Цинциннати» отчислили его.
В марте 2012 года в Риме Панерати установил мировой рекорд, сделав девятнадцать точных подач за три минуты. Достижение было зафиксировано представителями Книги рекордов Гиннесса.
В 2012 году он играл за «Болонью» в чемпионате Италии. В марте 2013 года Панерати подписал контракт с независимым клубом «Тояма Тандербердс», став вторым итальянцем в японском бейсболе. В команде он провёл менее двух месяцев и в мае из-за травмы вернулся в Италию.